# È piccerella
È piccerella è un film del 1922, diretto da Elvira Notari. Il titolo del film (e, in parte, il contenuto è tratto da una celebre canzone napoletana su testo di Libero Bovio e musica di Salvatore Gambardella

## Trama
Il rientro dei fedeli a Napoli, a piedi o in carrozza, dal pellegrinaggio al Santuario di Montevergine, è sempre stato motivo per i napoletani per festeggiare. Al ristorante, Tore fa la conoscenza della figlia dell'altera donna Carmela, Margaretella, e, nonostante gli amici gli sconsiglino vivamente di averci a che fare, il giovane ne rimane come incantato. E la ragazza ci sta.
E sarà un susseguirsi, per Tore, di situazioni appaganti quanto frustranti. Margaretella lo induce a spendere molto danaro per regali che, tra l'altro, a volte la ragazza spocchiosamente rifiuta, dichiarandoli fuori moda: Tore, pur di compiacerla, storna i fondi destinati alle rate arretrate per l'acquisto dei macchinari dell'officina di famiglia (che vengono perciò requisiti), per comprarle qualche gioiello. Inoltre l'ultimo moroso di Margaretella, Carluccio – ultimo di una serie di tanti - non gradisce il subitaneo voltafaccia della giovane che si era volta tutta alla sua nuova conquista.
La zia della ragazza, Rosa, con sua figlia Nunziatina – occhiute osservatrici di quanto stava accadendo – forse per invidia, data la loro castigata morigeratezza, non mancano di avvertire Tore, con un messaggio anonimo, dei pericoli della sua relazione con Margaretella. Ma è solo quando Tore viene colto dalla madre Maria e dal fratello Gennariello a rubare denaro e gioie dalla cassa di famiglia, che i primi dubbi e pentimenti cominciano ad affacciarsi alla sua mente. E la madre, Maria, addolorata per il comportamento del figlio, cade malata.
Qualunque cosa accada, tuttavia, Tore si ritrova sempre più strettamente incatenato al suo rapporto con Margaretella. La giovane, riluttante come è sempre stata a instaurare un rapporto fisso, comincia a mentirgli, e verosimilmente a tradirlo. Quando Tore va a cercarla a casa, dove aveva detto che si sarebbe trovata mentre in realtà era alla popolare Festa del Carmine, la madre donna Carmela giustifica la sua assenza dicendogli che la figlia "è piccola, e stare chiusa in casa non le conviene".
Maria è in fin di vita, e chiede al figlio Gennariello di portarle Tore, di cui non si hanno tracce. Tore ha appena avuto uno scontro armato con Carluccio, dal quale è stato ferito. Il fratello lo raccoglie e lo porta al capezzale della madre, che spira elargendogli, in fin di vita, il suo perdono e la sua benedizione. Di Margaretella non si ha più notizia, nei tempi a venire.
L'anno successivo, sempre in occasione del festoso pellegrinaggio di Montevergine, Tore si approccia alla carrozza di Margaretella e la uccide. È prontamente arrestato e portato in carcere dai carabinieri. Nella sua cella, Tore è visitato dal fantasma della donna, e cade esausto al suolo.

## Produzione
Elvira Notari è considerata la prima donna regista cinematografica italiana, con una prolifica produzione, fra il 1906 e il 1930, di oltre 60 lungometraggi e centinaia fra cortometraggi e documentari, in massima parte perduti. Insieme al marito Nicola, Elvira Notari ha fondato a Napoli la casa di produzione cinematografica Dora Film, che aprirà in seguito una succursale a New York.
Il film è stato girato a Napoli. La pellicola, per l'uscita originale, consisteva di quattro rulli per una lunghezza complessiva di 1 214 metri.
Copie della pellicola sono custodite presso la Cineteca Nazionale di Roma e il MoMA di New York. È piccerella è stato restaurato in 4K nel 2018 a cura del Centro sperimentale di cinematografia-Cineteca nazionale, con il sostegno della ZDF/arte, a partire dal duplicato negativo stampato nel 1968 da una copia in nitrato non più disponibile.

## Distribuzione

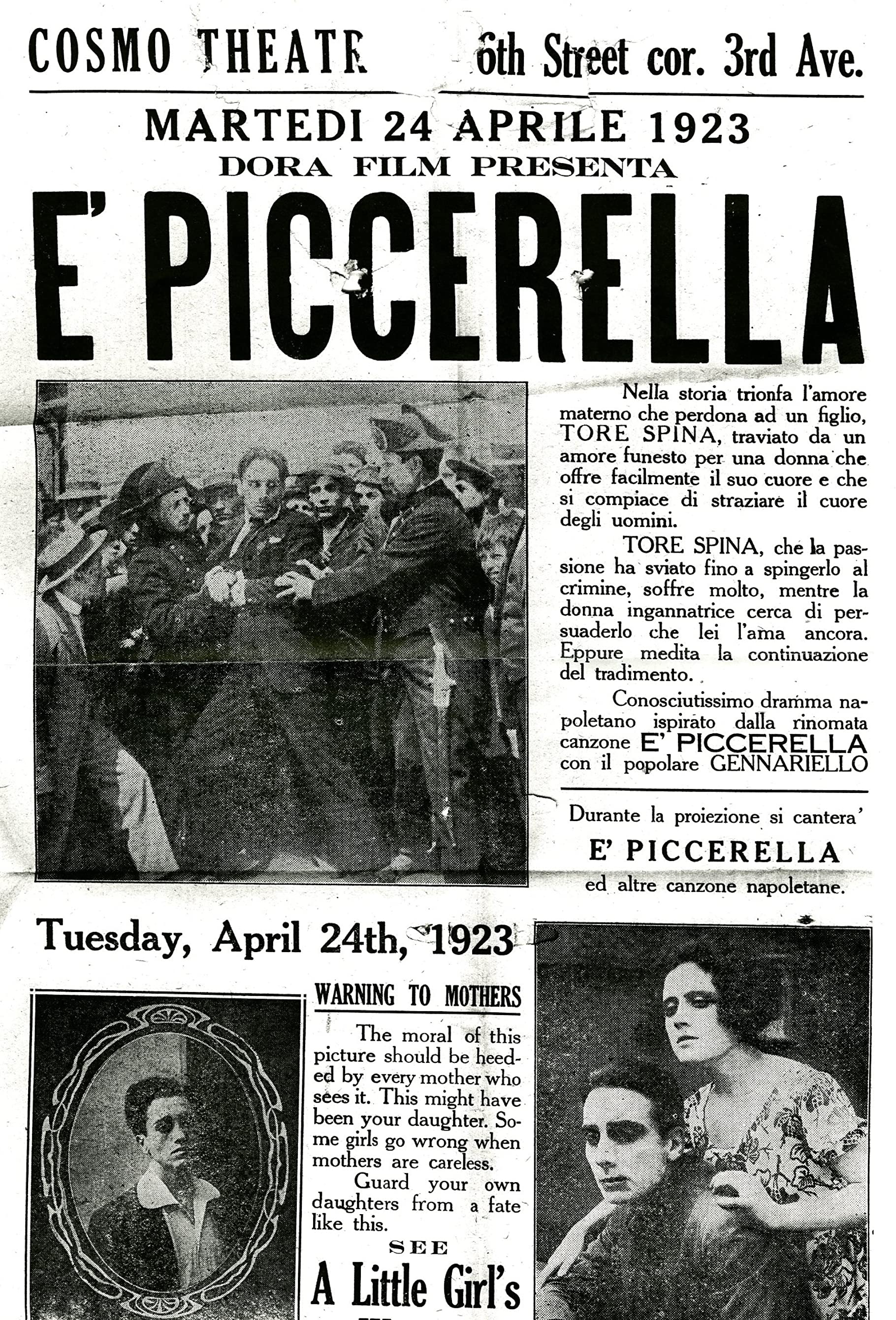
Locandina che pubblicizza l'uscita del film il 24 aprile 1923 al Cosmo Theatre di New York

Il film è uscito nelle sale cinematografiche italiane nel dicembre del 1922. La versione restaurata è stata trasmessa alle televisioni tedesca (col titolo Neapolitanische Nächte – È piccerella) e francese (col titolo La Petite) il 26 novembre del 2018.
In tempi recenti, È piccerella è stato programmato all'interno della sezione "Napoli che canta. Omaggio a Elvira Notari e Vittorio Martinelli" del festival Il Cinema Ritrovato, organizzato dalla Cineteca di Bologna nel 2018, con una colonna sonora di Enrico Melozzi, e allo Sguardi Altrove (International Women's Film Festival) di Milano nel 2021.

## Accoglienza
Il film ha avuto un grande successo, insieme ad altre produzioni della Notari, anche fra le comunità di emigranti in America, in quanto evocativo della vita dei ceti popolari napoletani.
Nota Enza Troianelli: "Come la gran parte dei napoletani, Margaretella è impegnata sopratutto a vivere. In questo si discosta nettamente dalla dark lady americana. Il lusso non le serve all’accumulo di denaro. Piuttosto è un mezzo che le procura dei piaceri. Anche il suo dongiovannismo sentimentale risulta ben distante da quello della femme noire. Non tende alla distruzione del maschio, bensì questa è un’ineluttabile conseguenza del suo desiderio di vita e di libertà. Margaretella non è una gran dama o un’amante di stampo dannunziano: sa che nel Sud, se ci si fidanza, si rischia una sorta di ergastolo tra le quattro mura domestiche. E così, scissa tra il "vorrei ma non posso", oscilla con disinvoltura tra un fidanzato e l’altro."
A parere di Yann Esvan "Quello che colpisce di questa vicenda è la brutalità che riesce a mettere in scena. Quando avviene l’omicidio, il volto di Tore è trasfigurato dalla rabbia; il personaggio è entrato in uno stato bestiale al termine di un processo di corruzione che lo ha portato a fare tutto quello che riteneva sbagliato pur di appagare gli insaziabili capricci della sua Margaretella. (…) Una reazione così scomposta e, per certi versi umana, raramente si può vedere in un film muto italiano, in cui il dolore e la sofferenza, per quanto esasperati nella gestualità, mantengono comunque una sorta di compostezza. Ma è proprio questa caratteristica a far emergere il cinema della Notari rispetto ai suoi contemporanei, che diventa un primo passaggio verso quel cinema neorealista che prenderà forma solo nel dopoguerra."